# Палац Бадені (Коропець)
Палац Бадені в Коропці — родинний маєток Станіслава Бадені, який розташований в селищі Коропець Тернопільської области. Пам'ятка архітектури місцевого значення.

## Відомості
Зведений на початку XIX ст. родиною Мисловських.
1906 року власник Коропця Станіслав Бадені на місці давнього палацу збудував новий двоповерховий, у стилі класицизму та віденського ренесансу. Під час Першої світової війни будівля зазнала руйнувань, але згодом родина Бадені відновила маєток. За Станіслава Бадені парк було розширено до 200 гектарів (автор реконструкції — інспектор міських парків Арнольд Рерінг).
Це була довга споруда: у центрі двоповерхова з колонадою, по боках — одноповерхова. Сюди приїздили метрополій Альфред Мисловський з дружиною Геленою з Млоцьких. Він славився своїми скакунами, яких розводив.
Ландшафтний парк навколо палацу розбили на початку ХІХ століття. Його площа сягала понад 200 гектарів. Автором реконструкції був відомий ландшафтний архітектор, творець Стрийського парку у Львові Арнольд Рерінґ. Містки з’єднували береги річок Коропчика й Млинівки, що текли через парк. Був також став, а над ним — оранжерея й теплиці. У парку росли каштани, клени, срібні тополі, дуби, липи, ясени, плакучі верби, два великі тюльпанові дерева. До 1939 року парк доглядав штат із 30 садівників.
Нині пам'ятка перебуває в аварійному стані. У 2013 році впав купол палацу. А ще за рік, у вересні 2014-го, обвалилися й перекриття між першим і другим поверхами центральної і правої частин будівлі.
Палац є частиною Коропецького обласного ліцею-інтернату з посиленою військово-фізичною підготовкою.

## Фотографії

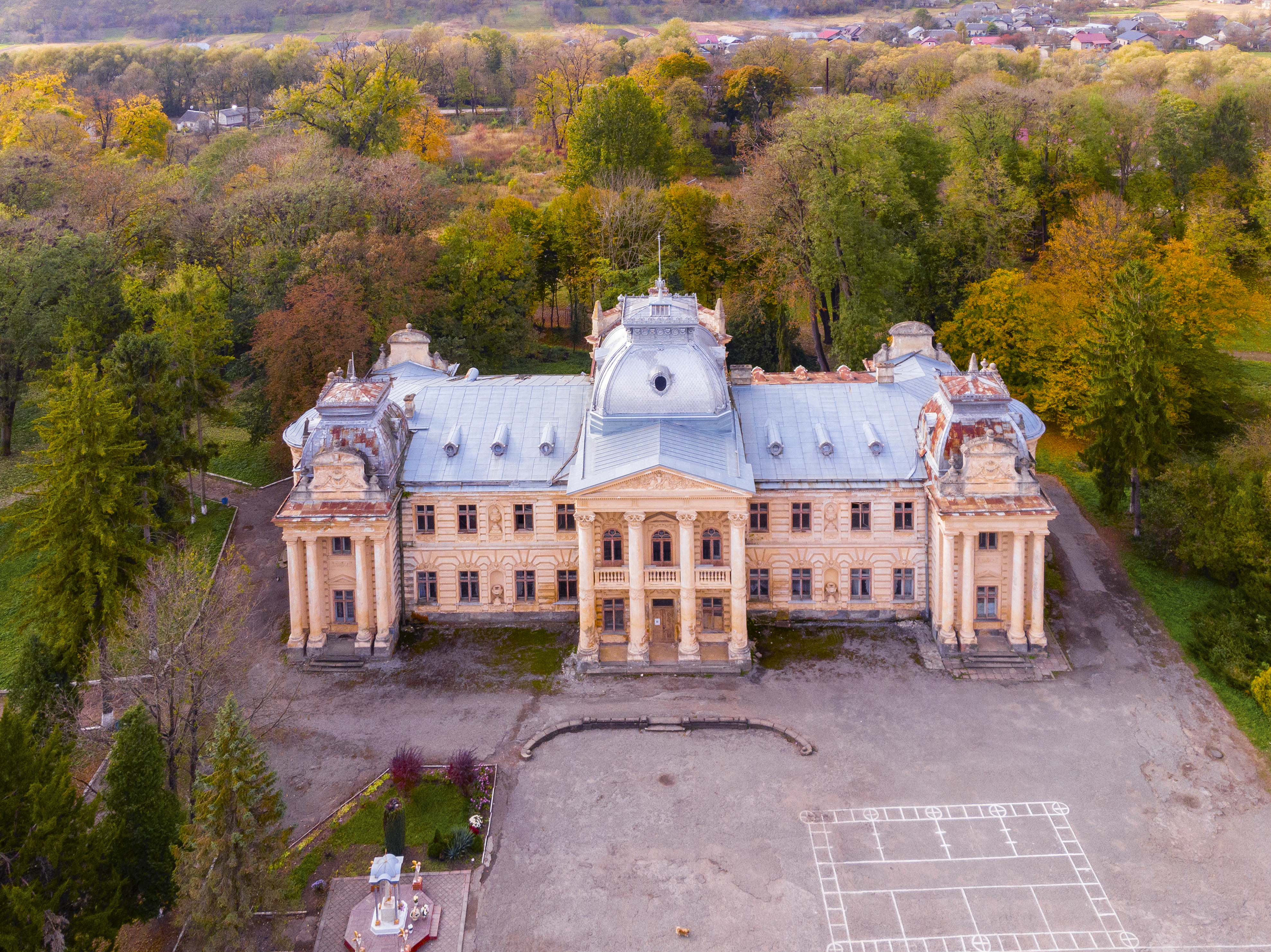
Вид на палац з висоти пташиного польоту
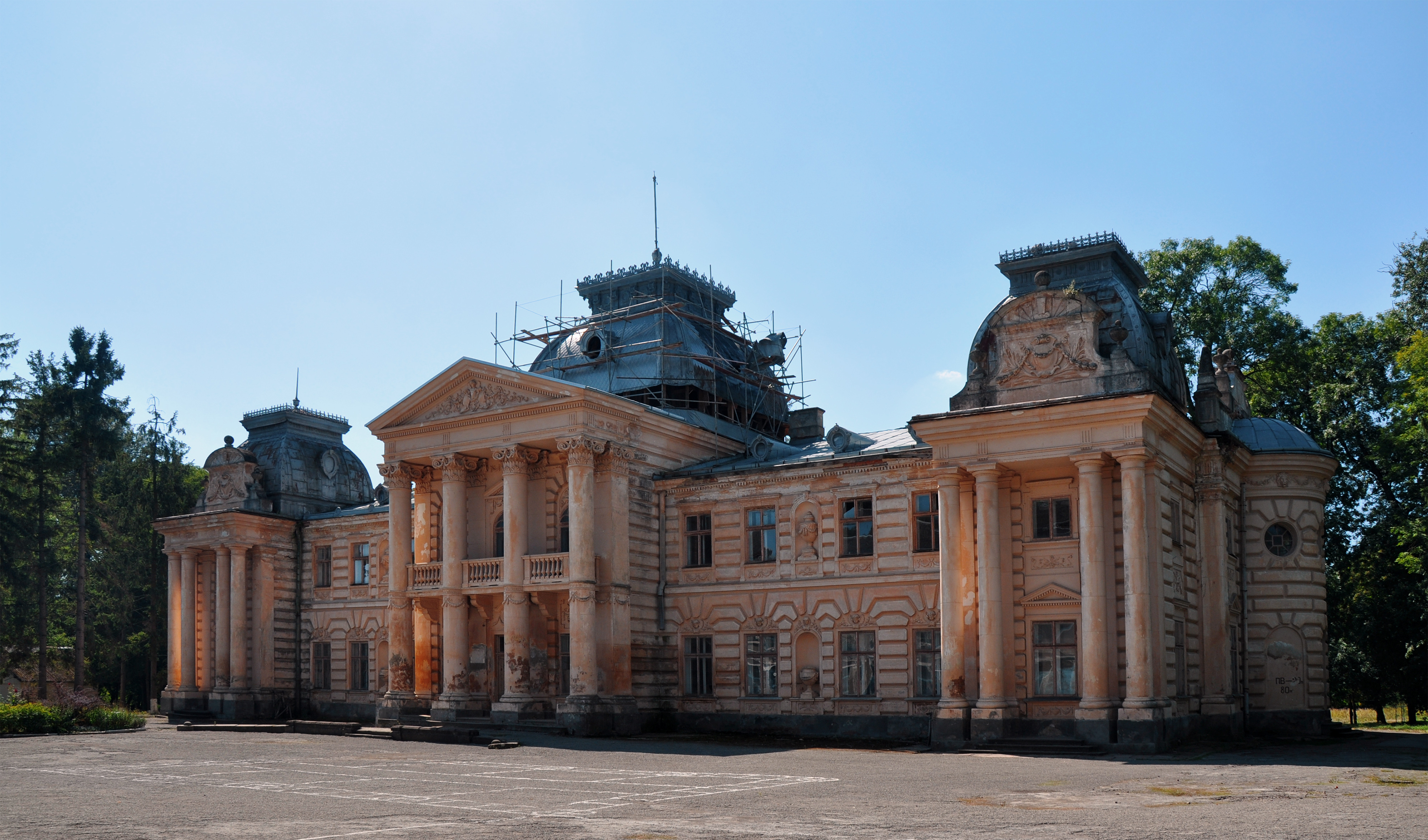
Палац у 2016 році
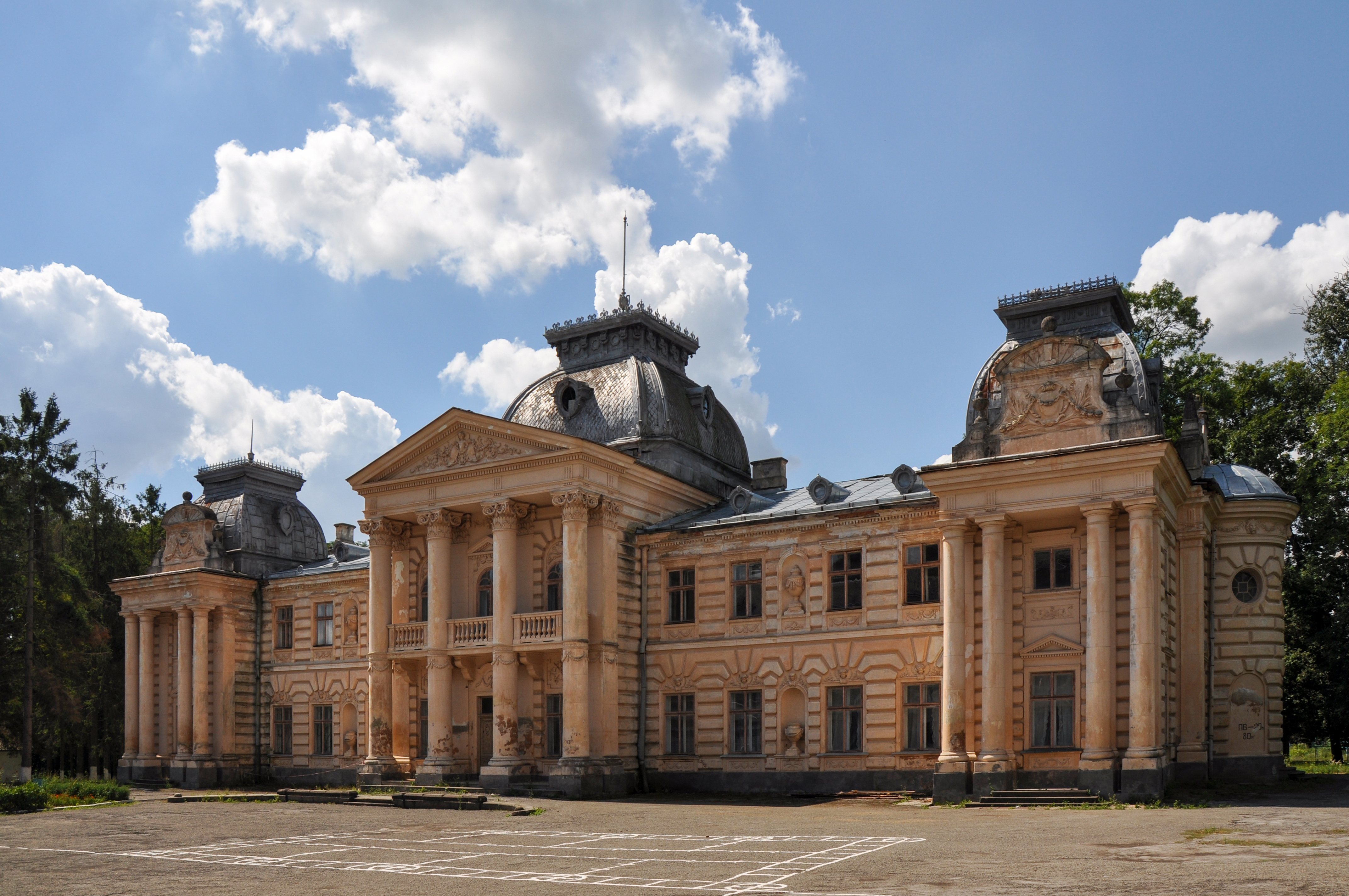
Палац у 2012 році